# التکالن
التکالن (به آلمانی: Altkalen) یک شهر در آلمان است که در مکلنبورگ-فورپومرن واقع شده‌است.

## خصوصیات
التکالن ۴۵٫۵۴ کیلومترمربع مساحت دارد ۳۷ متر بالاتر از سطح دریا واقع شده‌است.